# Ricardo de Baños
Ricardo de Baños, nome completo Ricardo de Baños Martínez (Barcellona, 27 agosto 1882 – Barcellona, 8 aprile 1939), è stato un regista, fotografo e produttore cinematografico spagnolo.

## Biografia
Ricardo de Baños nacque a Barcellona il 27 agosto 1882, figlio di Francisco de Baños, funzionario del consiglio comunale, e di Maria Cinta Martínez.
Pioniere del cinema spagnolo, Ricardo de Baños si interessò all'attività cinematografica fin dalle sue origini.
Dopo aver svolto l'attività di fotografo, si avvicinò al cinema e si formò presso la casa di produzione Gaumont a Parigi come operatore cinematografico, cinereporter, organizzatore. Nel 1904  esordì con documentari a Barcellona, e l'anno seguente girò scene di zarzuelas con il sistema audio Cronophone di Gaumont.
Nel 1907 fondò, assieme ad Alberto Marro, la società di produzione Hispano Films,con i primi piccoli teatri di posa, dove collaborò come fotografo, cameraman e tecnico di laboratorio, il fratello Ramón de Baños,
che si specializzò nelle riprese di documentari, che ebbero grande consenso tra il pubblico e rafforzarono il suo prestigio professionale. Ramón soggiornò in Brasile diventando uno dei pionieri del cinema brasiliano. Anche Ricardo de Baños si mise in evidenza girando una serie di documentari di "attualità" sulla guerra del Rif.
A causa di alcune divergenze durante le riprese della pellicola Sacrificio, Marro, diventò indipendente e nel 1916 Ramón de Baños creò con il fratello la Royal Films, producendo molti lungometraggi muti, popolari in Spagna, in Portogallo e in America Latina, come Magda (1913), Juan José (1917), Fuerza y nobleza (1918), Don Juan Tenorio (1922), oltre che, film erotici per il re Alfonso XIII di Spagna.
Nel 1916 Ricardo de Baños realizzò il suo progetto più riuscito, e anche il più costoso, la biografia di Cristoforo Colombo intitolata La vita di Cristoforo Colombo e la scoperta dell'America (La vida de Cristóbal Colón y el descubrimiento de América), una coproduzione con la Francia che si rivelò un grande successo di critica e di pubblico.
Nei suoi ultimi anni lavorò prevalentemente come direttore della fotografia, ad eccezione di un ultimo film, Il reliquiario, l'unico sonoro della sua carriera, che produsse e diresse, ma non si rivelò un grande successo, dopo di che decise di abbandonare l'attività.
Inoltre, l'arrivo della guerra civile spagnola e contemporaneamente la crisi della cinematografia spagnola assestarono un duro colpo alla Royal Films, e Ricardo de Baños morì proprio in quegli anni, all'età di 56 anni, l'8 aprile 1939.
Oltre che come regista è ricordato come un cameraman di notevole bravura.

## Filmografia
- El Carnaval de Niza (reportage) (1906);
- Desfile de coches (reportage) (1906);
- Inundacions a Lleïda, Mallorca (documentario) (1907);
- Bailes españoles (documentario) (1907);
- Batalla de flores en Valencia (documentario) (1907);
- Industria Agrícola (documentario) (1907);
- Industria del corcho en Palafrugell (documentario) (1907);
- Concurso de globos aerostáticos en Barcelona (reportage) (1907);
- Montserrat (documentario) (1907);
- La papelera (documentario) (1907);
- Visita de los reyes de España a Toledo (reportage) (1907);
- Exposición Hispano-Francesa en Zaragoza (reportage) (1907);
- Hipódromo del Prat. Visita del aviador M. Bleriot (reportage) (1907);
- Carnaval en Oporto (documentario) (1908);
- Oporto (Oporto a la vista) (documentario) (1908);
- Copa de Catalunya (attualità) (1908);
- Corrida de toros en Barcelona, con asistencia de los reyes (attualità) (1908);
- Entierro del cardenal Casañas (attualità) (1908);
- Granja avícola de Arenys de Mar (documentario) (1908);
- Entierro del rey de Portugal y coronación de su hijo (attualità) (1908);
- Viaje de S. S. M. M. a Montserrat (attualità) (1908);
- Visita de Alfonso XIII a Ripoll (attualità) (1908);
- Visita de los reyes de España a Barcelona (attualità) (1908);
- Semana Santa en Andalucía (documentario) (1908);
- Visita del rey Manuel de Portugal a Madrid (attualità) (1909);
- Andorra Pintoresca (documentario) (1909);
- Barcelona vista en globo (documentario);
- Copa de Catalunya (attualità) (1909);
- La Semana Tràgica (attualità) (1909);
- Barcelona en tranvía (documentario) (1909);
- Valencia en tranvía (documentario) (1909);
- Dos guapos frente a frente (comico) (1909);
- Su propio juez (dramma) (1909);
- Parada militar de Alfonso XIII en Madrid (reportage) (1909);
- Los polvos del Rata (comico) (1909)
- Primera carrera de la Peña Rhin (attualità) (1909);
- Secreto de confesión , Dr Málaga a Vélez Málaga (documentario) (1909);
- Guerra de Marruecos - Tres episodis: Guerra en el Riff, Nuestras armas en el Riff, Episodios de Melilla (reportage) (1909);
- Locura de amor (dramma) (1909);
- Entierro de Eduardo VII y coronación de Jorge V de Inglaterra (attualità) (1910);
- Baixant de la Font del Gat (commedia) (1910);
- Justícia de Felipe II, Arribada de la infanta Isabel a Barcelona (attualità) (1910);
- Don Joan de Serrallonga (dramma) (1910);
- Don Pedro el Cruel , Celos gitanos (dramma) (1911);
- Carmen o la hija del contrabandista (dramma) (1911);
- Los dos hermanos (dramma) (1911);
- Ejercicios del Asilo Naval Español (attualità) (1911);
- El joyero (dramma) (1911);
- La madre (dramma) (1911);
- Noche de Sangre (dramma) (1911);
- El sueño milagroso (dramma) (1911);
- La venganza del cadáver (dramma) (1911);
- Los amantes de Teruel (dramma) (1911);
- Doña Laura y sus pretendientes (comico) (1912);
- La mano de Juanita (comico) (1912);
- El amigo del alma (comico) (1913);
- Amor andaluz (commedia) (1913);
- De muerte a vida (dramma) (1913);
- Un drama en Aragón (dramma) (1913);
- La fuerza del destino (dramma) (1913);
- Jura de la bandera en San Sebastián (attualità) (1913);
- Magda (dramma) (1913);
- El monasterio de piedra (documentario) (1914);
- Rosalinda (dramma) (1914);
- Sacrificio (dramma) (1914);
- Entre ruinas (dramma) (1914);
- Zaragoza (documentario) (1914);
- La malquerida (dramma) (1914).
- Jura de la bandera en Barcelona (attualità) (1915);
- Los cascabeles fantasmas (zarzuela) (1915);
- El hombre sin cara (1915);
- Trata de blancas (1915);
- La sombra del polaco (avventura) (1917);
- Juan José (1917);
- Fuerza y nobleza (1918);
- Don Juan Tenorio (1922).